# Green River (Utah)
Green River è un comune degli Stati Uniti d'America, nella contea di Emery nello Stato dello Utah.